# 194
El año 194 (CXCIV) fue un año común comenzado en martes del calendario juliano, en vigor en aquella fecha.
En el Imperio romano el año fue nombrado el del consulado de Septimio y Septimio, o menos frecuentemente, como el 947 ab urbe condita, siendo su denominación como 194 a principios de la Edad Media, al establecerse el anno Domini.

## Acontecimientos
- Para finalizar las disputas del año de los cinco emperadores, Septimio Severo llega a un acuerdo con Clodio Albino. Este año ambos comparten el consulado y Septimio Severo le ofrece a Clodio Albino el título de César (título). Su alianza les permite derrotar en Oriente a su rival Pescenio Níger y, durante los años siguientes luchar juntos para tomar Bizancio y acabar con las tropas rebeldes que aún resisten.

## Fallecimientos
- Pescenio Níger, uno de los cinco emperadores romanos proclamados en 193.